# Sojuz MS-05
Sojuz MS-05 byla ruská kosmická loď řady Sojuz. Koncem července 2017 ji vynesla nosná raketa Sojuz-FG z kosmodromu Bajkonur k Mezinárodní vesmírné stanici (ISS), tam dopravila tři členy Expedice 52. Sloužila na ISS jako záchranná loď až do 14.12.2017, kdy se s ní stejná trojice kosmonautů vrátila na Zem.

## Posádka
Hlavní posádka:
- Sergej Rjazanskij (2), velitel, Roskosmos (CPK)
- Randolph Bresnik (2), palubní inženýr 1, NASA
- Paolo Nespoli (3), palubní inženýr 2, ESA

V závorkách je uveden dosavadní počet letů do vesmíru včetně této mise.
Záložní posádka:
- Alexandr Misurkin, Roskosmos, CPK
- Mark Vande Hei, NASA
- Norišige Kanai, JAXA

## Sestavení posádky
Posádka pro loď Sojuz MS-05, to jest členové Expedice 52/53 na Mezinárodní vesmírnou stanici (ISS), která byla současně záložní Sojuz MS-03, byla zformována v červnu 2015, kdy zahájila výcvik ve Středisku přípravy kosmonautů v ruském Hvězdném městečku ve složení Fjodor Jurčichin, Jack Fischer a Paolo Nespoli. V souvislosti se snížením velikosti posádky ruského segmentu ISS od jara 2017 ze tří na dva kosmonauty byly posádky plánované na rok 2017 reorganizovány a 28. října Roskosmos oznámil jejich nové složení; přitom do Sojuzu MS-05 byli určeni Sergej Rjazanskij, Randolph Bresnik a Paolo Nespoli, záložní posádku vytvořili Alexandr Misurkin, Mark Vande Hei a Norišige Kanai. Začátkem roku 2017 byl start Sojuzu MS-05 odložen z konce května na konec července 2017.